# Cyclothone acclinidens
Cyclothone acclinidens är en fiskart som beskrevs av Garman, 1899. Cyclothone acclinidens ingår i släktet Cyclothone och familjen Gonostomatidae. Inga underarter finns listade i Catalogue of Life.